# Chapeau de Puupää
Le Chapeau de Puupää (finnois : Puupäähattu) est un prix de bande dessinée remis par la Suomen sarjakuvaseura (en) (Société finlandaise de bande dessinée) chaque année depuis 1972.
Il récompense un auteur de bande dessinée finlandais pour l'ensemble de son œuvre.
Son nom est un hommage à la série de bande dessinée classique Pekka Puupää (1925-1976).

## Lauréats
| Année | Auteur(e)                           | Dates     |
| ----- | ----------------------------------- | --------- |
| 1972  | Toto Fogelberg-Kaila (fi)           | 1924-2013 |
| 1973  | Veikko Savolainen (fi)              | 1929-2016 |
| 1975  | Asmo Alho (fi)                      | 1903-1975 |
| 1978  | Tarmo Koivisto (fi)                 | 1948-     |
| 1979  | Veli-Pekka Alare (fi)               | 1946-1981 |
| 1980  | Tove Jansson                        | 1914-2001 |
| 1980  | Lars Jansson (fi)                   | 1926-2000 |
| 1981  | Mauri Kunnas                        | 1950-     |
| 1982  | Erkki Tanttu (fi)                   | 1907-1985 |
| 1983  | Jope (fi)                           | 1947-     |
| 1984  | Kari Suomalainen (fi)               | 1920-1999 |
| 1985  | Kari Leppänen (fi) (refuse le prix) | 1945-     |
| 1988  | Usko Laukkanen (fi)                 | 1930-2000 |
| 1989  | Timi Mäkelä                         | 1951-     |
| 1990  | Tom of Finland (Touko Laaksonen)    | 1920-1991 |
| 1991  | Kivi Larmola (fi)                   | 1966-     |
| 1992  | Jykä (fi)                           | 1944-     |
| 1992  | Rike (fi)                           | 1941-     |
| 1993  | Riitta Uusitalo (fi)                | 1960-     |
| 1994  | Pauli Kallio (fi)                   | 1960-     |
| 1995  | Pentti Otsamo (fi)                  | 1967-     |
| 1996  | Egon Meuronen (fi)                  | 1922-2005 |
| 1996  | Olavi Vikainen (fi)                 | 1915-2005 |
| 1997  | Matti Hagelberg                     | 1964-     |
| 1998  | Pauli Heikkilä (fi)                 | 1956-2019 |
| 1998  | Markku Paretskoi (fi)               | 1956-     |
| 1999  | Kati Kovács                         | 1963-     |
| 2000  | Juba (fi)                           | 1965-     |
| 2001  | Jukka Tilsa (fi)                    | 1961-     |
| 2002  | Petri Hiltunen (fi)                 | 1967-     |
| 2003  | Katja Tukiainen (fi)                | 1969-     |
| 2004  | Timo Aarniala (fi)                  | 1945-2010 |
| 2005  | Jii Roikonen (fi)                   | 1970-     |
| 2006  | Ilkka Heilä (fi)                    | 1956-     |
| 2007  | Marko Turunen                       | 1973-     |
| 2008  | Juho Juntunen (fi)                  | 1953-     |
| 2009  | Ville Ranta                         | 1978-     |
| 2010  | Tiina Pystynen (fi)                 | 1955-     |
| 2011  | Tommi Musturi                       | 1975-     |
| 2012  | Kaisa Leka                          | 1978-     |
| 2013  | Heikki Paakkanen (fi)               | 1948-     |
| 2014  | Terhi Ekebom (fi)                   | 1971-     |
| 2015  | Kari Korhonen                       | 1973-     |
| 2016  | Ville Pirinen (fi)                  | 1973-     |
| 2017  | Tiitu Takalo                        | 1976-     |
| 2018  | Martti Sirola (fi)                  | 1947-     |
| 2019  | Tiina Paju (fi)                     | 1959-     |
| 2019  | Sari Luhtanen (fi)                  | 1961-     |
| 2020  | Petteri Tikkanen (fi)               | 1975-     |
| 2021  | Hanneriina Moisseinen               | 1978-     |
| 2022  | Wallu (fi)                          | 1956-     |
| 2023  | Mari Ahokoivu (fi)                  | 1984-     |
| 2024  | Pekka A. Manninen (fi)              | 1959-     |